# Terellia tristicta
Terellia tristicta är en tvåvingeart som först beskrevs av Erich Martin Hering 1956.  Terellia tristicta ingår i släktet Terellia och familjen borrflugor.
Artens utbredningsområde är Iran. Inga underarter finns listade i Catalogue of Life.